# Kalve
Kalve ist die Bezeichnung eines Stadtteils und gehört zum statistischen Bezirk 08 (Kalve/Wefelshohl) der Kreisstadt Lüdenscheid im westlichen Sauerland, Nordrhein-Westfalen. Der Ortsteil und der statistische Bezirk liegen im Südosten der Innenstadt von Lüdenscheid. Seit 2010 wird auch der westlich gelegene Stadtteil Leifringhausen mit zum statistischen Bezirk 08 (Kalve/Wefelshohl) gezählt.

## Geschichte
Im Jahr 2010 feierte die Grundschule Kalve ihr 125-jähriges Bestehen. Um an die lange Geschichte der Schule zu erinnern, befindet sich auch heute noch der alte Brunnen von damals in der Eingangshalle.

## Infrastruktur

### Familienzentrum „effzett“ und Grundschule Kalve
Neben der seit bereits über 100 Jahren bestehenden Grundschule Kalve gibt es das Familienzentrum „effzett“ in der Städtischen Kindertagesstätte „Hebberg“. Das Familienzentrum betreut Kinder aus Familien mit unterschiedlicher Herkunft und Kultur. Außerdem soll das Stadtteilcafé des Familienzentrums Möglichkeiten „zur Information, zum Austausch und zur Annäherungen zwischen den Kulturen“ bieten.

### Jugendtreff Kalve
Zusätzlich wurde vom Stadtrat überlegt, dass in der Kalver Grundschule ein Jugendtreff eingerichtet werden soll. Die Investition für den Umbau des Gebäudes sollte bei etwa 50.000 Euro liegen.
Am 17. Februar 2013 erschien ein Bericht in den Lüdenscheider Nachrichten, dass nun eineinhalb Jahre nach der Schließung des Jugendtreffs Hebberg im September 2013 im Gebäude der Grundschule Kalve ein neuer Jugendtreff eröffnen wird. Entsprechende Umbaukosten wurden von der Verwaltung der Stadt Lüdenscheid auf knapp 50.000 Euro beziffert. Dies ging aus einem Beschlussvorschlag hervor, mit dem sich der Jugendhilfeausschuss am 26. Februar um 17 Uhr im Ratssaal der Stadt Lüdenscheid befasst hat.
Laut der neuen Verwaltungsvorlage konnte der neue Jugendtreff Räume im Untergeschoss der Grundschule Kalve beziehen. Bisher wurden die Räume für die Betreuung „acht bis eins“ genutzt. Hierfür solle jetzt ein Klassenraum im Erdgeschoss und die danebenliegende Schulbücherei genutzt werden.
Die Bücherei zog dafür in den Verwaltungstrakt der Grundschule Kalve. Die Zielgruppe des neuen Jugendtreffs sind Jugendliche im Alter von 12 bis 18 Jahren. Zunächst sind Öffnungszeiten dienstags bis freitags von 15.30 bis 19.30 Uhr vorgesehen. Allerdings soll kein zusätzliches Personal für den Jugendtreff eingestellt werden. Stattdessen soll das bestehende Personal aus den anderen Jugendtreffs die Einrichtung mitbetreuen.
Nach dem Umbau könne die Schule die Räume des Jugendtreffs während der Schulzeiten auch für individuelle Einzelförderungen nutzen. Hierfür sehe das Kollegium der Kalver Schule ebenfalls einen größeren Bedarf.
Anfang Februar 2014 ist der Jugendtreff Kalve eröffnet worden. Die beiden Räume des Jugendtreff befinden sich im Gebäude der Kalver Schule. Von Dienstag bis Freitag sind die Türen für Jugendliche zwischen 12 und 18 Jahren geöffnet. Im Angebot des Jugendtreff Kalve sind Spiele und Kicker, Playstation und Fernseher, Billard sowie ein Internet-Zugang zu finden. Offiziell vorgestellt wurde der Treff am 21. Februar 2014 um 17 Uhr, einem ganz normalen Öffnungstag, an dem die Jugendlichen kamen, aber auch der Jugendhilfeausschuss der Stadt Lüdenscheid die Einrichtung sich anschaute.

### Struktur des Stadtteils
Die Struktur des Stadtteils ist vor allem durch viele freistehende Einfamilienhäuser wie auch Reihenhäuser geprägt. Im Verlauf des weiteren Stadtteils entstanden auch zahlreiche Mehrfamilienhäuser. Durch die ruhige und zentrale Lage des Stadtteils ließen sich viele Familien mit Kindern in dem Stadtteil nieder. Der Übergang in die umliegenden Stadtteile Hellersen und Wefelshohl ist aufgrund der dichten Bebauung kaum bemerkbar. Am Rande des Stadtteils Richtung Brüninghausen und Wettringhof fangen jedoch ausgedehnte Waldgebiete an, die durch zahlreiche Wege erschlossen sind.
Unterhalb des Stadtteils Kalve gibt es an der Hueckstraße ein kleines Gewerbegebiet mit mehreren Betrieben. Ein weiteres größeres Gewerbegebiet erstreckt sich über die obere Kalver Straße und die gesamte Nottebohmstraße sowie die angrenzende Jüngerstraße. Am Anfang der Kalver Straße befindet sich außerdem das Hauptzollamt von Lüdenscheid sowie ein großer Möbelladen, der bis November 2012 auch ein angeschlossenes Café mit Konditorei enthalten hatte.
In der nördlich der Kalve gelegenen Straße „Wibschla“ gibt es seit einigen Jahren eine massive Entwicklung des dort neu entstandenen Gewerbe- und Industriegebiet. Auf dem ca. neun Hektar großen städtischen Gelände haben sich allein im Jahr 2011 vier neue Firmen auf rund 30 000 Quadratmetern angesiedelt. Eine weitere dort bereits ansässige Firma plante zudem 2011 ihr Firmenareal zu erweitern.
In dem Stadtteil Kalve selbst gibt es außerdem 2 Hotels, die Touristen und Geschäftsreisenden eine attraktive Unterkunft anbieten können. In einem der beiden Hotels ist auch ein Sportpark für mehrere Sportarten untergebracht, der unter anderem eine 20 m hohe Indoor-Kletterwand sowie 2 Indoor-Fußballplätze und 4 Badminton-Plätze enthält. Momentan wird der Komplex von Investoren vollständig umgebaut. Nach dem Umbau soll es 10 Zimmer mehr sowie eine neue Sauna und einen neuen Whirl-Pool in dem Hotel geben. Auch der Gastronomie- und Sportbereich sollen komplett überarbeitet werden.
Mehrere Bäckereien sowie 2 Metzgereien stellen die Grundversorgung in dem Stadtteil sicher. Die nächsten Super- und Discountermärkte befinden sich in den umliegenden Stadtteilen.

### Stadtteilgruppe Wefelshohl / Kalve / Höh
Es existiert eine Stadtteilgruppe Wefelshohl / Kalve / Höh, die sich regelmäßig trifft, um Probleme und Veranstaltungen in den drei Stadtteilen besprechen zu können.

### Theodor-Heuss-Realschule
Die nächstliegende, weiterführende Schule ist die Theodor-Heuss-Realschule im benachbarten Stadtteil Wefelshohl.

## Planung eines zusätzlichen „Nahversorgungszentrum Bräucken“

### 2010
Neben den bestehenden Geschäften an der Hauptverkehrskreuzung im „Bräucken“ wurde 2010 ein neues „Nahversorgungszentrum Bräucken“ an der Bromberger Straße geplant. Lt. der Zeitung „Westfälische Rundschau“ sollte auf der Brachfläche zwischen Bromberger Straße und Bräuckenstraße, gegenüber der Einmündung der Nottebohmstraße, ein neuer Einzelhandelsstandort mit einem großflächigen Vollversorger, Lebensmitteldiscounter, Drogerie- und Getränkemarkt sowie einem Backshop errichtet worden. 3300 Quadratmeter Verkaufsfläche wurden dort angepeilt.

### 2013
Am 9. März 2013 erschien ein Bericht in den Lüdenscheider Nachrichten, dass der Bebauungsplan für das neue „Nahversorgungszentrum Bräucken“ von der Stadt Lüdenscheid genehmigt wurde. Daraufhin wurden die Flächen des ehemaligen auf dem Gelände ansässigen Discounters komplett abgerissen. Das Gelände zwischen der Bromberger Straße und der Bräuckenstraße gehört mittlerweile einer benachbart gelegenen Lüdenscheider Immobilienfirma. Auf dem Gelände sind, wie bereits 2010 geplant, ein großflächiger Vollversorger, ein Lebensmitteldiscounter und ein Drogeriemarkt entstanden. Die benachbart gelegene Lüdenscheider Immobilienfirma will die Neubauten auf dem Gelände bis zum Ende des Jahres 2013 fertigstellen und die Geschäfte zur Eröffnung freigeben.
Laut einem Bericht aus den Lüdenscheider Nachrichten wurde das erste Geschäft des neuen „Fachmarktzentrum Schlittenbach“ (Früherer Planungsname: „Nahversorgungszentrum Bräucken“) an Donnerstag, den 31. Oktober 2013, um 8 Uhr, eröffnet. Die anderen Unternehmen haben auch bis zum Weihnachtsfest 2013 eröffnet.
Nach der Eröffnung des ersten Geschäftes eröffneten außerdem ein Lotto-Toto-Geschäft mit Postfiliale, kurze Zeit später folgten eine Bäckerei mit Café sowie die Volksbank mit einer SB-Geschäftsstelle. Am Donnerstag, den 28. November 2013 hat außerdem ein Drogeriemarkt auf dem Gelände eröffnet. In dem Drogeriemarkt wurden 11 neue Arbeitsstellen geschaffen.
Am Dienstag, den 3. Dezember 2013, eröffnete ein weiterer Lebensmittelmarkt mit einem Getränkeshop, der insgesamt 31 Mitarbeiter beschäftigt.

## Sehenswertes
Die zahlreichen Wanderwege in der Umgebung des Stadtteils Kalve laden zu Spaziergängen ein.
Außerdem hat man von einigen Stellen eine gute Aussicht über das restliche Stadtgebiet von Lüdenscheid.

## Verkehrsanbindung

### Bahnverkehr
Die nächstliegenden Bahnhöfe sind der Bahnhof Lüdenscheid und der Bahnhof Brügge (Westfalen). Beide sind per Auto oder Bus in wenigen Fahrminuten gut erreichbar.

### Busverkehr
Die Anbindung des Stadtteils an den Öffentlichen Personennahverkehr erfolgt durch die Buslinien 42, 44 und 243 (Schulbuslinie) der Märkischen Verkehrsgesellschaft (MVG).
Wichtige Bushaltestellen des Stadtteils sind: „Hueckstraße“, „Kalve“, „Kattenbusch“, „Kalve Schule“, „Jüngerstraße“, „Fa. Schulte“, „Püschel“, „Esen GmbH / Kalver Landweg“, „Schnepperstraße“ und „Nottebohmstraße“.

### Straßenverkehr
Die Anbindung an das Bundesautobahnnetz erfolgt über die nahegelegenen Abfahrten Nr. 14 Lüdenscheid und Nr. 15 Lüdenscheid-Süd der Bundesautobahn A45. Die Bundesautobahn A45 selbst führt Richtung Norden nach Hagen und Dortmund sowie in Richtung Süden nach Siegen, Wetzlar, Gießen und Frankfurt am Main. Eine weitere Alternativanschlussstelle ist die Abfahrt Nr. 13 Lüdenscheid-Nord der Bundesautobahn A45. Auch die Bundesstraße B229 liegt direkt unterhalb der Kalve und ist innerhalb weniger Fahrminuten gut erreichbar. Viele Parkplätze innerhalb von der Kalve sichern den Autofahrern genügend Parkmöglichkeiten zu.